# Khassa Camara
Khassa Camara (* 22. Oktober 1992 in Châtenay-Malabry) ist ein mauretanisch-französischer Fußballspieler.

## Vereinskarriere
Camara wuchs in Frankreich auf und begann dort mit dem Fußballspielen. Der meist im defensiven Mittelfeld eingesetzte Akteur trug das Trikot eines Vereins aus Boulogne-Billancourt, bevor ihm im Jahr 2007 die Aufnahme in die Jugendabteilung des Profiklubs ES Troyes AC gelang. Als A-Jugendlicher erreichte er 2011 den Einzug ins Halbfinale der Coupe Gambardella und bestritt etwa zur selben Zeit erste Einsätze für die in der fünften Liga antretende Reservemannschaft des Vereins. Am 16. März 2013 erreichte der damals 20-Jährige sein Profidebüt in der ersten Liga, als er bei einem 1:1-Unentschieden gegen den HSC Montpellier in der 75. Minute für Marcos ins Spiel kam. Am 4. Mai desselben Jahres stand er beim 1:0-Sieg gegen den FC Évian Thonon Gaillard zum ersten Mal in der Startelf. Dies blieben bis auf Weiteres seine einzigen beiden Erstligabegegnungen, da er mit Troyes am Saisonende abstieg.
Nach dem Abstieg in die Zweitklassigkeit 2013 unterschrieb er bei Troyes einen Profivertrag, wurde in der nachfolgenden Zeit jedoch weiterhin hauptsächlich in der zweiten Mannschaft aufgeboten und erhielt nur sporadisch Spielpraxis in der zweiten Liga.
Nachdem er in der Hinrunde 2014/15 kaum für die erste Mannschaft berücksichtigt worden war, wurde er im Januar 2015 an den Drittligisten US Boulogne verliehen. Bei diesem wurde er allerdings nur gelegentlich aufgeboten, bevor im nachfolgenden Sommer die Leihe endete. Camara wechselte daraufhin zum griechischen Zweitligisten Ergotelis. Dieser blieb nur eine Zwischenstation, da er Anfang 2016 innerhalb Griechenlands zum Erstligisten Skoda Xanthi wechselte.

## Nationalmannschaft
Ein 0:0 in einem Freundschaftsspiel gegen Kanada stellte am 9. August 2013 Camaras erste Begegnung dar, die er für die mauretanische Nationalelf bestreiten durfte. Dem folgten für den zum Zeitpunkt des Debüts 19-Jährigen anschließend regelmäßig weitere Berufungen.